# Квинт Фабий Максим (консул-суффект 45 года до н. э.)
Квинт Фа́бий Ма́ксим (лат. Quintus Fabius Maximus (Sanga); умер 25 или 31 декабря 45 года до н. э., Рим, Римская республика) — римский военачальник и политический деятель из патрицианского рода Фабиев, консул-суффект 45 года до н. э. В качестве легата Гая Юлия Цезаря воевал в Испании.

## Происхождение
Квинт Фабий принадлежал к древнему патрицианскому роду Фабиев, представители которого занимали высшие должности со времён Ранней Республики. Согласно Капитолийским фастам, отец и дед Квинта носили тот же преномен. Квинт-дед — это Квинт Фабий Максим Аллоброгик, консул 121 года до н. э., сделавший весомый вклад в завоевание будущей Нарбонской Галлии. О Квинте-отце известно только, что в 91 году до н. э. претор Квинт Помпей Руф запретил ему пользоваться отцовским имуществом из-за разгульного образа жизни.

## Биография
Первое упоминание о Квинте Фабии в сохранившихся источниках относится к 59 году до н. э.: тогда он совместно с Марком Целием Руфом и Луцием Канинием Галлом привлёк к суду консуляра Гая Антония Гибриду. О сути обвинения точной информации нет из-за скудости источниковой базы. Комментатор речи Марка Туллия Цицерона «В защиту Флакка» пишет, что Гай Антоний был обвинён «не столько вследствие преступления в вымогательстве, сколько из-за заговора, в котором он был осуждён прежде»; большинство учёных полагает, что речь шла об оскорблении величия римского народа и что подсудимому инкриминировались некомпетентность на посту наместника Македонии и сговор с Катилиной. Защитником был Цицерон, но тем не менее присяжные вынесли обвинительный приговор, так что Гибриде пришлось уйти в изгнание.
В 57 году до н. э. Квинт Фабий занимал должность эдила вместе с Квинтом Цецилием Метеллом Пием Сципионом Назикой. Коллеги не справились с задачей снабжения столицы продовольствием, так что сенату пришлось наделить специальными полномочиями Гнея Помпея Великого. Известно, что Максим восстановил триумфальную арку своего деда Аллоброгика на форуме и ряд изваяний других своих предков. В последующие годы Квинт Фабий не упоминается в источниках, и должность претора, обязательную для делающего политическую карьеру аристократа, он по-видимому не занимал; причиной тому предположительно стал его союз с Гаем Юлием Цезарем, которому оппонировала существенная часть сената. Антиковед Роберт Броутон констатирует, что в соответствии с Корнелиевым законом Максим должен был пройти через претуру не позже 48 года до н. э.
Во время гражданской войны в 46—45 годах до н. э. Максим был легатом Цезаря в Испании. Он участвовал в боевых действиях вплоть до победной битвы при Мунде (март 45 года до н. э.), после которой командовал корпусом, взявшим город Мунда. По возвращении в Италию Квинт Фабий получил от Цезаря право на триумфальное вступление в Рим (13 октября) и должность  консула-суффекта с 1 октября; эти высокие отличия в сочетании с не слишком выдающимися заслугами сделали его предметом многочисленных насмешек. Максим не дожил до конца консулата. Он умер либо 25, либо 31 декабря 45 года до н. э.

## Потомки
Сыновьями Квинта Фабия были Павел Фабий Максим, консул 11 года до н. э., и Африкан Фабий Максим, консул 10 года до н. э. Дочь Фабия была женой Марка Тиция, консула-суффекта 31 года до н. э.